# 島根銀行
株式会社島根銀行（しまねぎんこう、The Shimane Bank, Ltd.）は、島根県を中心とした第二地方銀行。「しまぎん」の愛称で親しまれる。

## 概要
島根県と鳥取県下に19店舗1出張所が存在する。
2017年2月13日、工事費約60億円を投じ建設した地上13階地下1階の新本店ビルにおいて本店営業部の業務を開始した。営業部には365日利用可能な全自動貸金庫や、地域銀行としては西日本初の取組として、海外カード対応のセブン銀行ATMを1台設置した。また5階には防災用品を備蓄するほか、3階の大会議室には災害時には帰宅困難者の受け入れも対応するとしている。
マスコットキャラは「シマニー」。「どじょう掬いをする猫」がコンセプトで、デザインは柏屋コッコ。

## 沿革
- 1915年（大正4年）
  - 5月20日 - 松江相互貯金株式会社として設立。
  - 10月28日 - 松江相互無尽株式会社に商号変更、無尽会社となる。
- 1951年（昭和26年）10月20日 - 相互銀行に転換、株式会社松江相互銀行に商号変更。
- 1971年（昭和46年）7月23日 - 松江相銀米子支店強奪事件が発生。
- 1983年（昭和57年）6月14日 - 総合オンライン稼働。
- 1989年（平成元年）8月1日 - 普通銀行に転換、株式会社島根銀行に商号変更。
- 1991年（平成3年）1月4日 - 新勘定系オンラインシステム稼動。
- 1999年（平成11年）3月29日 - 郵便貯金とATM・CDの提携（出金・残高照会）を開始。
- 2001年（平成13年）
  - 10月1日 - 郵便貯金とATM・CDの提携（入金）を開始。
  - 11月1日 - 鳥取銀行とATM・CD相互無料提携（さんいんクロスネットサービス）を開始。
- 2002年（平成14年）4月22日 - 出雲信用組合（現・島根中央信用金庫）とATM・CD相互無料提携（しまぎん・いずしんネットサービス）を開始。
- 2004年（平成16年）7月30日 - 日本IBMとシステムのアウトソーシング契約を締結。
- 2005年（平成17年）10月21日 - 同日の営業を以て、殿町支店、出雲支店新町プラザ出張所が廃止。
- 2006年（平成18年）10月10日 - アピア支店、木次支店を黒田支店、雲南支店へ移転改称。
- 2011年（平成23年）3月15日 - 東証2部に上場。
- 2012年（平成24年）3月15日 - 東証1部に指定替え[5]。
- 2013年（平成25年）11月5日 - イーネット及びセブン銀行とのATMの提携開始。
- 2015年（平成27年）5月20日 - 創業100周年を迎える。
- 2017年（平成29年）2月13日 - 新本店ビルにおいて本店営業部の業務を開始。
- 2019年（平成31年/令和元年）
  - 3月31日 - 全ての外国為替業務の取り扱いを終了[6]。
  - 9月6日 - SBIホールディングスとの資本・業務提携を発表[7]。
- 2020年（令和2年）1月31日 - SBIレミットと提携し、外国送金業務を同社に委託すると発表[8]。
- 2022年（令和4年）
  - 9月26日 - スマートフォン支店「しまホ!」新設。セブン銀行ATMでのスマホATMサービス開始（第2地銀初）[9][10]。
  - 11月21日 - スマートフォン支店「しまホ!」、ローソン銀行ATMでのスマホATMサービス開始（地方銀行初）[11][12]。
- 2023年（令和5年）
  - 1月30日 - 次期勘定系システムに、SBI地方創生バンキングシステム株式会社が提供する「地域金融機関向けクラウドベースの勘定系システム」を採用することを決定[13]。
  - 10月1日 - スマートフォン支店「しまホ!」、他行宛振込手数料の無料化（条件あり）[14]。
- 2025年（令和7年）7月22日 - この日に次期勘定系システムに移行した[15][16]。

## 関係会社

### 連結子会社
- 松江リース株式会社

### 持分法適用関連会社
- しまぎんユーシーカード株式会社

## ギャラリー

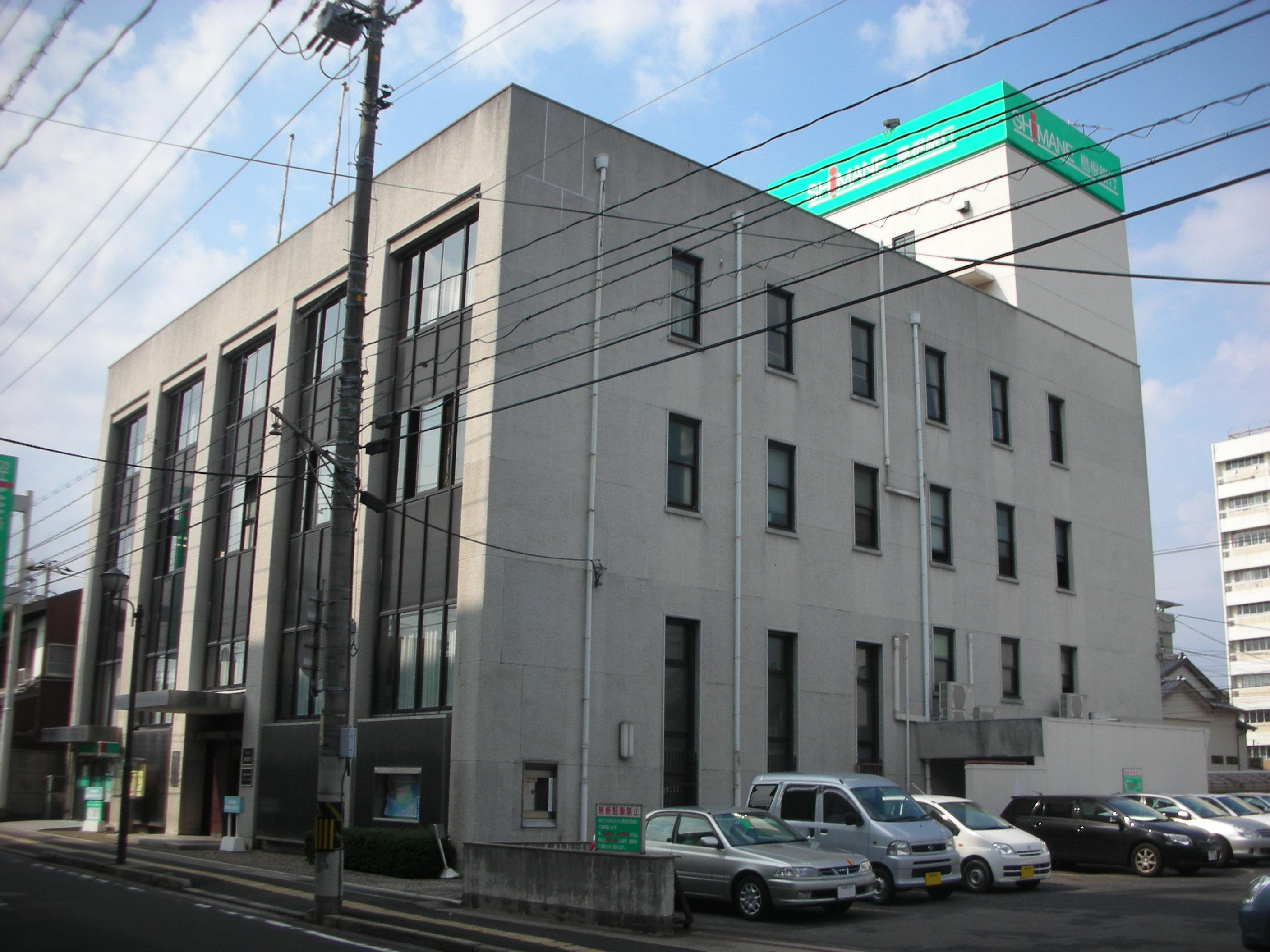
旧本店
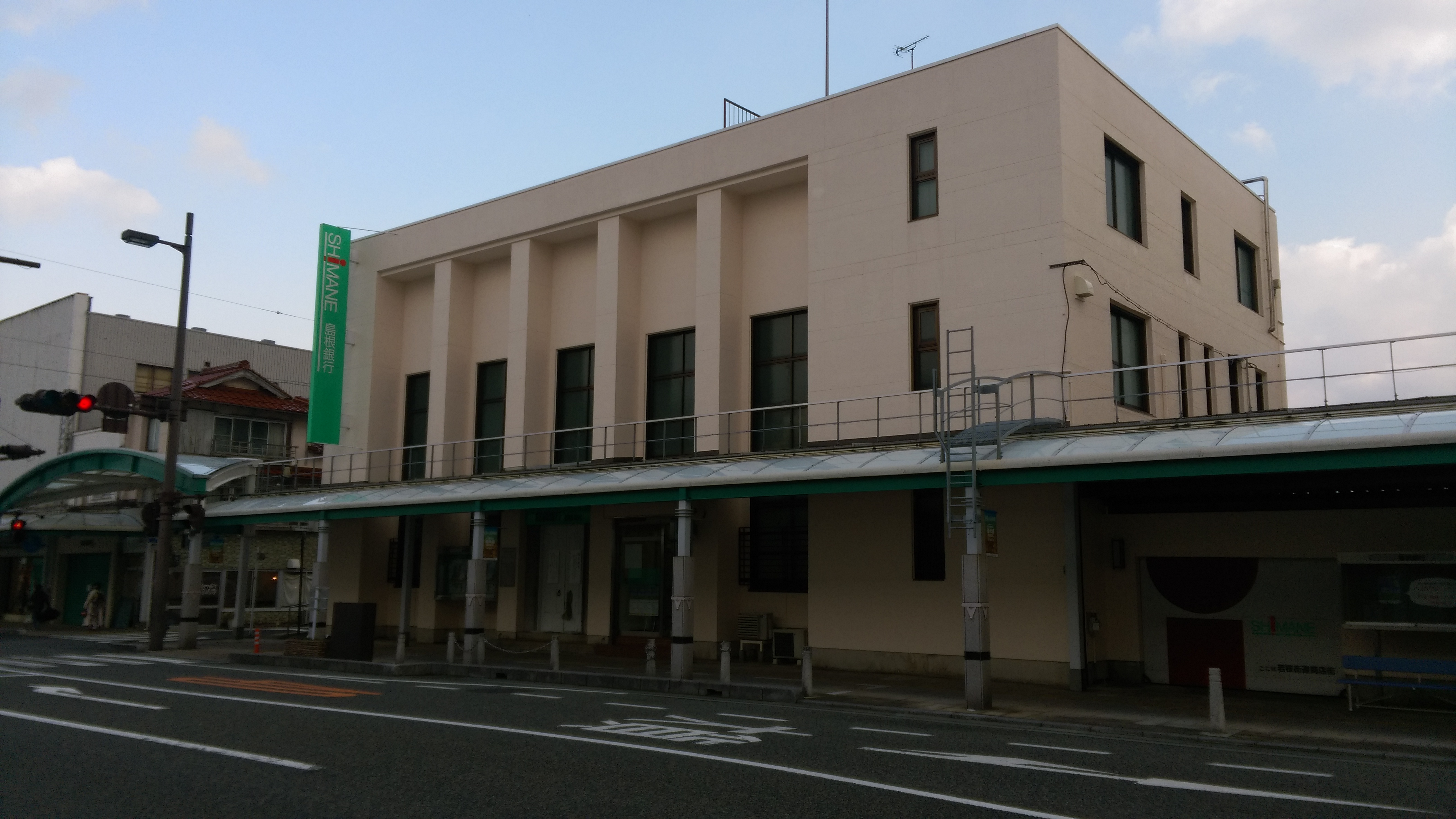
鳥取支店